# لی‌لی برکی
لی‌لی برکی (مجاری: Lili Berky؛ ۱۵ مارس ۱۸۸۶ – ۵ فوریهٔ ۱۹۵۸) بازیگر اهل مجارستان بود. 
از فیلم‌هایی که وی در آن نقش داشته‌است، می‌توان به تبعید، دختران امروزی، خودروی رؤیایی و شب‌های روشن اشاره کرد.